# جئوکس
جئوکس (انگلیسی: Geox) یک شرکت تولیدکننده پوشاک در کشور ایتالیا است.
این شرکت که در شهر مونته‌بلونا قرار دارد و در سال ۱۹۹۵ میلادی تأسیس شده در زمینه تولید کفش و پوشاک فعالیت میکند.

## نگارخانه

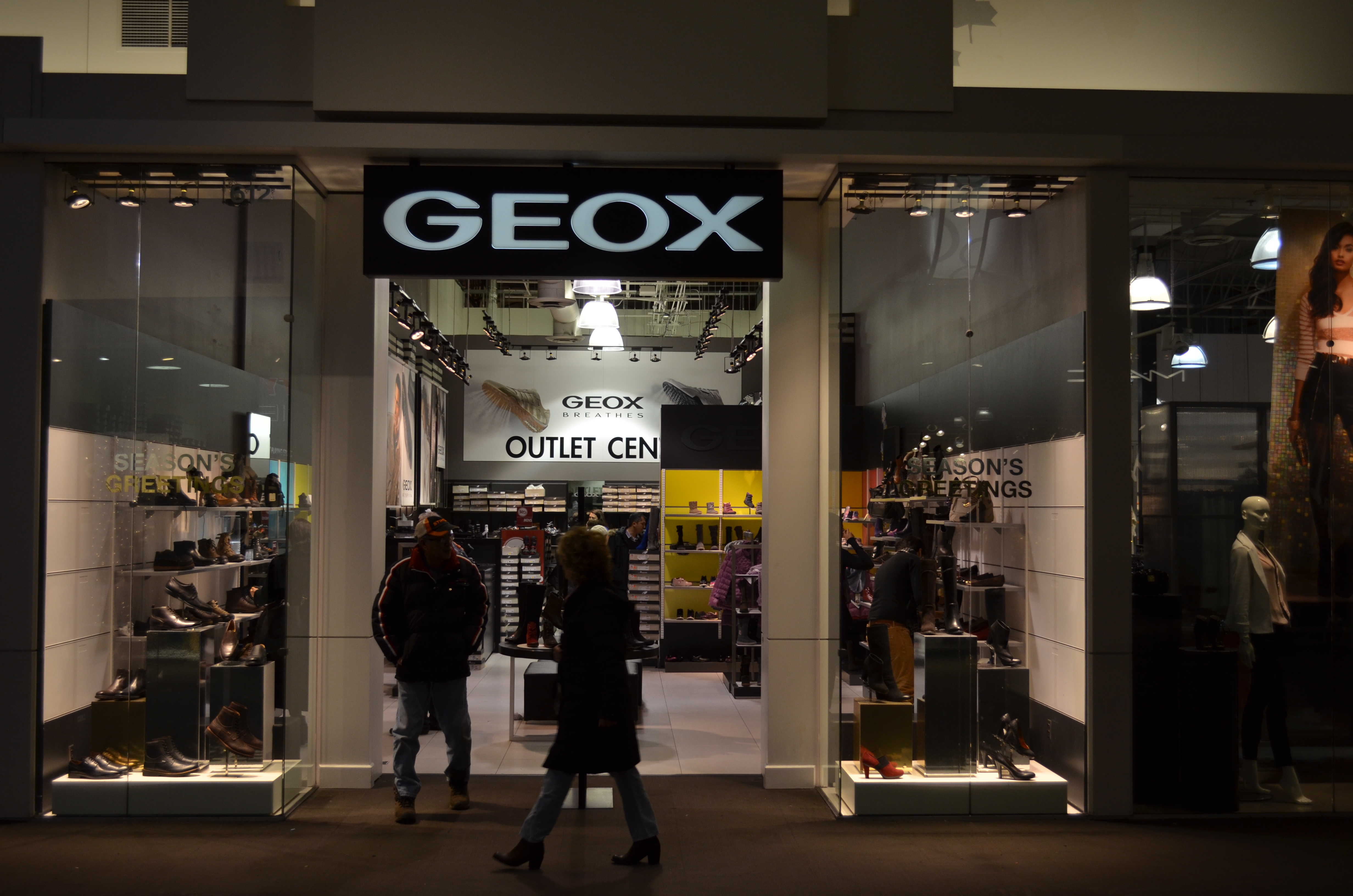
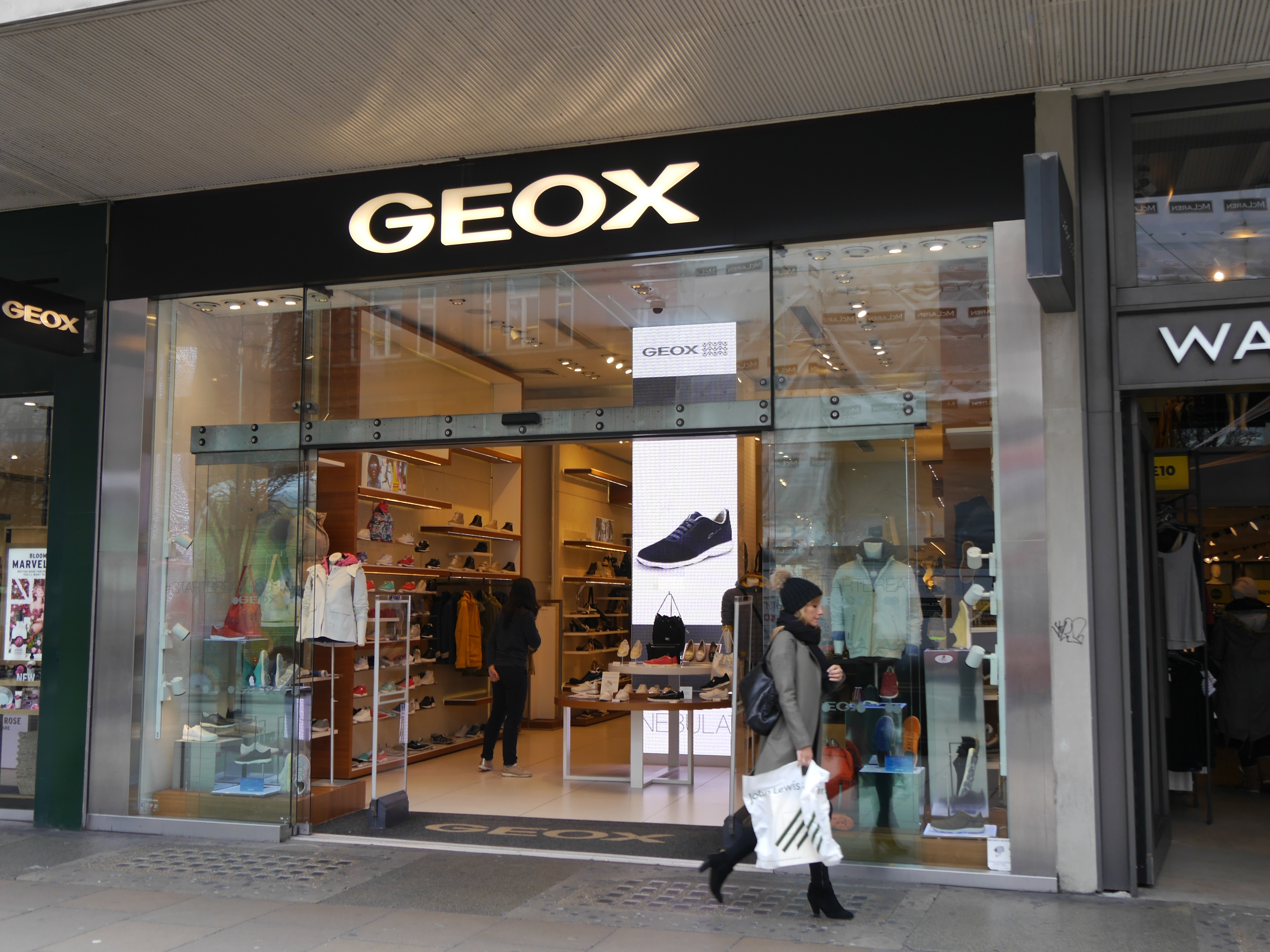